# Vescomtat de Sent Circ
El vescomtat de Sent Circ fou una jurisdicció feudal de França, un dels vescomtats sorgits al segle X al comtat de Carcí.
Els primers vescomtes pertanyien a la nissaga de Calvignac i Brassac i serien una branca dels antics comtes de Turena i dels comtes de Carcí. Un vescomte de nom Ademar de les Echelles atorgà testament signat pel seu germà el vescomte Gausbert i el seu cunyat, el vescomte Odalric (document datat entre 943 i 948). Odalric era probablement vescomte de Sent Circ i nebot d'Ademar per l'ànima del qual va fer una donació al vescomtat de Turena. Estava casat amb Fareldis i va tenir dos fills dels quals almenys el gran Bosó fou també vescomte. El 945 apareix un arxidiaca, Benjamí, que feia un llegat per Esteve, fill de Bosó; Lacoste pensa que aquest Bosó era el vescomte de Sent Circ; l'arxidiaca podia ser un membre de la família Gourdon que tenia Sent Circ. Odolric (el mateix o un altre) donava Payrinhac al monestir de Sarlat; podria ser Odolric de Gourdon i ser parent dels Gourdon de Sent Circ. El vescomte de Cahors, Frotard va donar a l'abadia d'Orlhac les terres de Souillac i béns a adquirir a Cazillac, Creysse, Brassac (Montvalent), St Géry i Calvignac, tot prop de Saint-Cirq. Frotard era fill d'un Odalric que podria ser l'abans esmentat casat amb Farildis, cunyat d'Ademar i pare de Bosó, però això és només una hipòtesi. El 1054 un vescomte de nom Bosó, amb jurisdicció a Sent Circ i Calvignac, feia una donació al bisbe de Cahors (els llocs de Brassac, Montvalent, Saint Sozy, etc., feus del bisbe). Vers 1090 apareixen senyors i vescomtes que fan restitucions d'esglésies; Pons era llavors vescomte de Sent Circ i senyor feudal d'altres de la zona entre els quals Folc de Popie. Alric i els seus fills són anomenats com a vescomtes a la mateixa carta i podria ser que Pons fou el fill d'Alric. El 2 de juliol de 1104 en una carta apareix el vescomte Guillem; tenia un fill de nom Ademar.
La família de Gourdon segurament tenia els vescomtats de Sent Circ i Calviganc. Les terres de Sent Circ pertanyien al segle xiii als Cardaillac, als Popie i als Gourdon. Durant la croada albigesa els primers van donar suport al comte de Tolosa i els altres a Simó de Montfort. El 1229, Bertran de Cardaillac va fer homenatge a Ramon VII de Tolosa, per les seves terres. Un descendent d'aquest, de nom també Bertran, va rebre el 1395 el castell i la terra de Saint-Cirq i fou el tronc dels barons de Cardaillac-Saint-Cirq.
El 1241 Fortenyer I de Gourdon feia homenatge al comte de Tolosa esmentat en primer lloc Sent Circ entre les seves possessions i el 1244 reconeixia tenir del comte totes les seves possessions incloent Sant Joan de Laur, Limogne, Lentilhac (mes ennlà del Lot) i altres. Fortenyer II de Gourdon era senyor de Sent Circ el 1258. El 1262 ho era Hug de la Roque. El 1304 i 1321 apareix un Bertran de Gourdon però només era un petit senyor rústic i no vescomte. Al segle xiv els vescomtes de Calvignac es feien dir consenyors de Sent Circ. Apareix llavors un vescomte de Sent Circ anomenat Odolric que tenia una filla, Lúcia, casada amb Isarn de Luzech. Deudat de Calvignat, Bertran, Folc de la Popia i Bertran de Cardaillac apareixen el 1321 com a vescomtes de Sent Circ, es va enfrontar el 1321 a Bertran de Gourdon; el 1333 el fill de Bertran, Fortanyer de Gourdon, es titulava consenyor de Sent Circ.
La comuna de Sent Circ es va originar el 1243.